# Rückersbiel
Das Rückersbiel ist ein 755,6 m ü. NHN hoher Berg des Thüringer Schiefergebirges im Landkreis Sonneberg, Thüringen (Deutschland).
Er liegt westlich von Lichte im Naturpark Thüringer Wald. Nachbarberge sind der Hahnberg (686 m), der Rauhhügel (802 m), der Mittelberg (803,5 m) und der Mutzenberg (769,6 m) im Osten sowie der Apelsberg (785,3 m) im Westen.
Der Rückersbiel ist ein Ausläufer des Hettstädtmassivs. Er ist hauptsächlich von Nadelwald bewachsen.